# Ginevra Cantofoli
Ginevra Cantofoli (* 1618 in Bologna; † 1672 ebenda) war eine italienische Malerin des Barock.
Ginevra Cantofoli war eine der recht zahlreichen im Bologna des 17. Jahrhunderts tätigen Malerinnen religiöser und allegorischer Bilder.
Sie wurde in der Accademia del disegno von Elisabetta Sirani ausgebildet und arbeitet später mit in deren Werkstatt. In Bologna malte sie mehrere Altarbilder, darunter ein Letztes Abendmahl für die Kirche San Procolo, ein Altarbild mit dem Hl. Thomas von Villanova für den Konvent von San Giacomo Maggiore, eine Madonna mit dem Rosenkranz, wahrscheinlich für die Kirche San Lorenzo und eine Hl. Apollonia. 
Ginevra Cantofoli war verheiratet und hatte zwei Kinder. 